# 科西夫卡 (別列佐夫卡區)
47°7′38″N 30°56′46″E / 47.12722°N 30.94611°E
科西夫卡（烏克蘭語：Косівка）是位於烏克蘭西南部的村莊，由敖德萨州贝雷济夫卡区的貝雷濟夫卡市鎮負責管轄。該村始建於1745年，面積1.27平方公里，海拔高度5米，2001年人口93，人口密度每平方公里73.34人。